# Stupid Girl (Only In Hollywood)
Pour les articles homonymes, voir Stupid Girl.
 (juin 2010).
Si vous disposez d'ouvrages ou d'articles de référence ou si vous connaissez des sites web de qualité traitant du thème abordé ici, merci de compléter l'article en donnant les références utiles à sa vérifiabilité et en les liant à la section « Notes et références ».
Singles de Saving Abel
Drowning (Face Down)
(2009)
Stupid Girl (Only In Hollywood) est le premier single du groupe de hard rock Saving Abel issue de leur second album "Miss America". Ce morceau est inspiré d'une citation de Marilyn Monroe, où elle a déclaré, "A wise girl always kisses before she's kissed, leaves before she's left and forgets before she's forgotten." 

## Classements
| Classement (2010)                         | Meilleure position |
| ----------------------------------------- | ------------------ |
| U.S. Billboard Hot Mainstream Rock Tracks | 13                 |
| U.S. Billboard Alternative Songs          | 31                 |
| U.S. Billboard Rock Songs                 | 28                 |